# Ferencvárosi TC
Ferencvárosi TC é um clube de futebol da Hungria. Seu nome completo em húngaro é Ferencvárosi Torna Club. Já usou os seguintes nomes, Ferencváros FC, EDOSZ Budapest, Budapesti Kinizsi SE e seu apelido entre os torcedores é Fradi, que é inclusive o nome da revista do clube: 100% Fradi. O departamento de futebol da FTC, fundado em 1900, tem uma história como o clube mais bem-sucedido da Hungria. O clube é recordista de campeonatos e das Taças do país com 34 e 24 títulos, respectivamente, e também representou em conquistas a Hungria a nível europeu. 

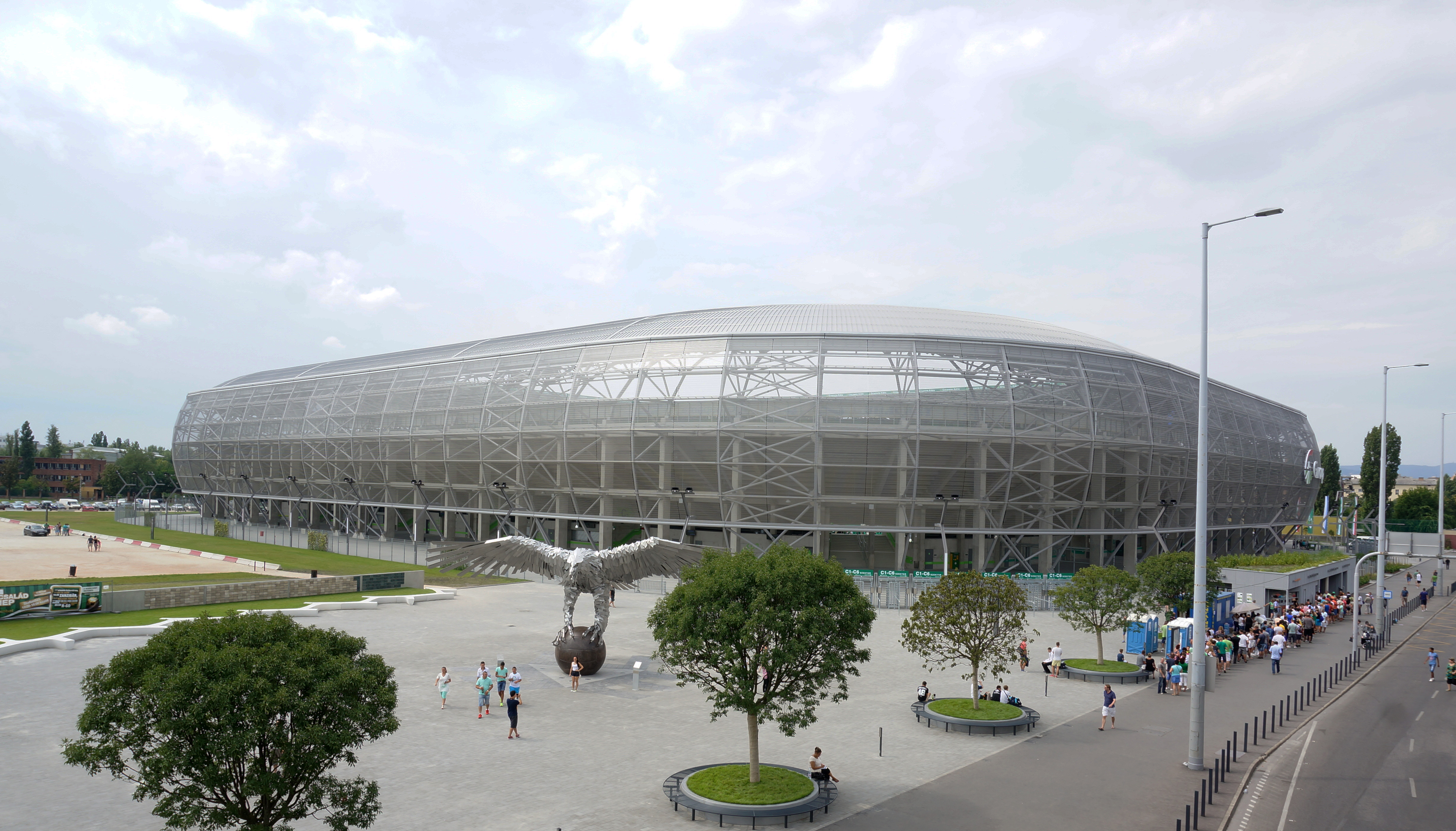
Groupama Arena para 23.700 pessoas.

O novo estádio do Ferencváros é um complexo desportivo para 23.700 pessoas (22.000 em jogos internacionais) totalmente coberto e que abriga a fan shop oficial do clube, bem como o seu museu.
Seu mascote é uma águia verde, o que levou o clube a outro apelido, Os Águias Verdes. Seu arquirrival é o Újpest, e seus torcedores já protagonizaram alguns dos mais violentos confrontos de torcidas organizadas da Hungria.
Além do futebol, o FTC opera seções de ginástica, handebol, basquete, futebol de salão (futsal), ciclismo, pólo aquático, hóquei no gelo, luta livre, natação, atletismo, curling, caiaque e boliche, e também pode se orgulhar numerosos sucessos nacionais e internacionais nesses esportes.

## História
Foi fundado no dia 3 de maio de 1899 na cidade de Budapeste, tendo como cores oficiais o verde e o branco. Seus jogadores mais famosos foram Sándor Kocsis e László Kubala.
O Ferencváros esteve na primeira divisão do futebol húngaro desde a realização do primeiro campeonato nacional em 1901, até a temporada de 2006/07.
Em julho de 2006, o clube foi removido da Liga Borsodi (NB1) e rebaixado para a segunda divisão húngara (NB2) como punição por problemas financeiros.
O clube recentemente contestou a legalidade de tal medida em tribunal e ganhou o caso como o veredicto, declarando que a ação da foi contra a lei. Foi realizado um acordo externo entre o clube e da Associação Húngara de Futebol.

O Ferencváros foi o primeiro time de futebol húngaro a se classificar para a UEFA Champions League em 1995 ao derrotar o Anderlecht da Bélgica nas partidas de qualificação. O Ferencváros derrotou o Grasshoppers da Suíça fora de casa e empatou com o Grasshoppers e o Real Madrid em casa, mas foi eliminado na fase seguinte do campeonato.

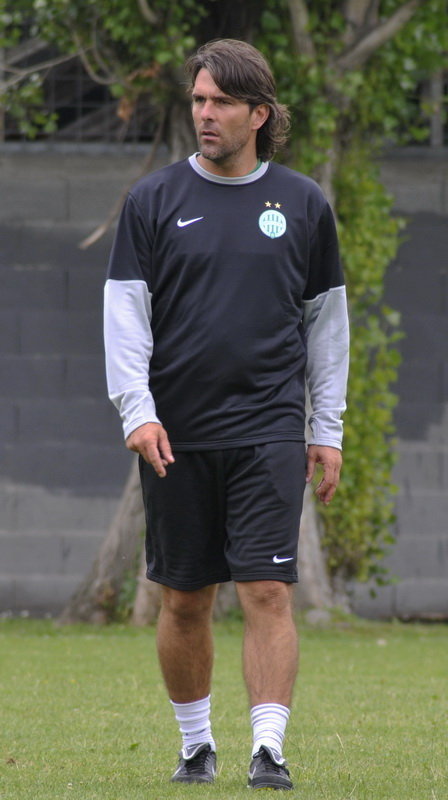
Lipcsei Péter: 649 partidas no Ferencváros.

## Elenco atual
Última atualização: 25 de março de 2025.

## Títulos[3]

### Nacionais
- Campeonato Húngaro: 34

(1902/03, 1904/05, 1906/07, 1908/09, 1909/10, 1910/11, 1911/12, 1912/13, 1925/26, 1926/27, 1927/28, 1931/32, 1933/34, 1937/38, 1939/40, 1940/41, 1948/49, 1962/63, 1963/64, 1966/67, 1967/68, 1975/76, 1980/81, 1991/92, 1994/95, 1995/96, 2001/02, 2003/04, 2015/2016, 2018/19, 2019/20, 2020/21, 2021/22,2022/23)
- Copa da Hungria: 24

(1912/13, 1921/22, 1926/27, 1927/28, 1932/33, 1934/35, 1941/42, 1942/43, 1943/44, 1957/58, 1971/72, 1973/74, 1975/76, 1977/78, 1990/91, 1992/93, 1993/94, 1994/95, 2002/03, 2003/04, 2014/15, 2015/16,  2016/2017, 2021/22). 
- Supercopa da Hungria: 6

(1993, 1994, 1995, 2004, 2015, 2016).

### Internacionais
- Taça das Cidades com Feiras: 1

(Temporada 1964/65).
- Vice-Campeonato da Taça das Cidades com Feiras: 1

(Temporada 1967/68).
- Vice-Campeonato da Recopa Europeia:1

(Temporada 1974/75).
- Copa Mitropa: 2

(1928 e 1937).
- Vice-Campeonato da Copa Mitropa: 4

(1935, 1938/1939 e 1940).
- Challenge Cup de Futebol: 1

(Temporada 1908/09).
- Vice-Campeonato da Challenge Cup: 1

(Temporada 1910/11).